# Pronator teres
Pronator teres er en muskel i den menneskelige krop (lokaliseret primært i underarmen) der, sammen med pronator quadratus agerer pronatorere i underarmen (det vil sige drejer den, sådan at håndfladen peger bagud fra den anatomiske position).
| Anatomi | Spire Denne artikel om anatomi er en spire som bør udbygges. Du er velkommen til at hjælpe Wikipedia ved at udvide den. |